# Josep Antoni Bombí i Latorre
Josep Antoni Bombí Latorre (Barcelona, 24 de maig de 1948) és un metge català.
Llicenciat en Medicina i Cirurgia per la Universitat de Barcelona el 1971, i doctorat el 1973, va obtenir la càtedra d'anatomia patològica de la Facultat de Medicina de la Universitat de Barcelona, de la que en fou secretari de la facultat de 1984 a 1985, secretari del departament de 1986 a 1987, vicedegà de la facultat de 1991 a 1995 i degà de la facultat de Medicina de 1995 a 2001. S'ha especialitzat en patologia digestiva i ultraestructural, i en microscòpia electrònica.
Ha treballat com a metge consultor d'anatomia patològica i responsable de la Unitat de Micròscopia Electrònica a l'Hospital Clínic de Barcelona, consultor sènior d'Anatomia Patològica del Centre de Diagnòstic Biomèdic Clínic (CDB) i membre del grup de recerca d'Oncomorfologia Funcional Humana i Experimental de l'IDIBAPS. De 2000 a 2001 fou president de la Conferència de Degans de les Facultats de Medicina d'Espanya. És membre de la Societat Catalana de Biologia de l'Institut d'Estudis Catalans i des del 2006 acadèmic de la Reial Acadèmia de Medicina de Catalunya.
De 2002 a 2011 fou president de l'Acadèmia de Ciències Mèdiques i de la Salut de Catalunya i de Balears i des del 2017 ho és de la Reial Acadèmia de Medicina de Catalunya.

## Obres
- El doctor Josep Trueta, esbós d'una obra exemplar (2001), Publicacions i Edicions de la Universitat de Barcelona, ISBN 978-84-475-2489-1